# Europäischer Braunbär

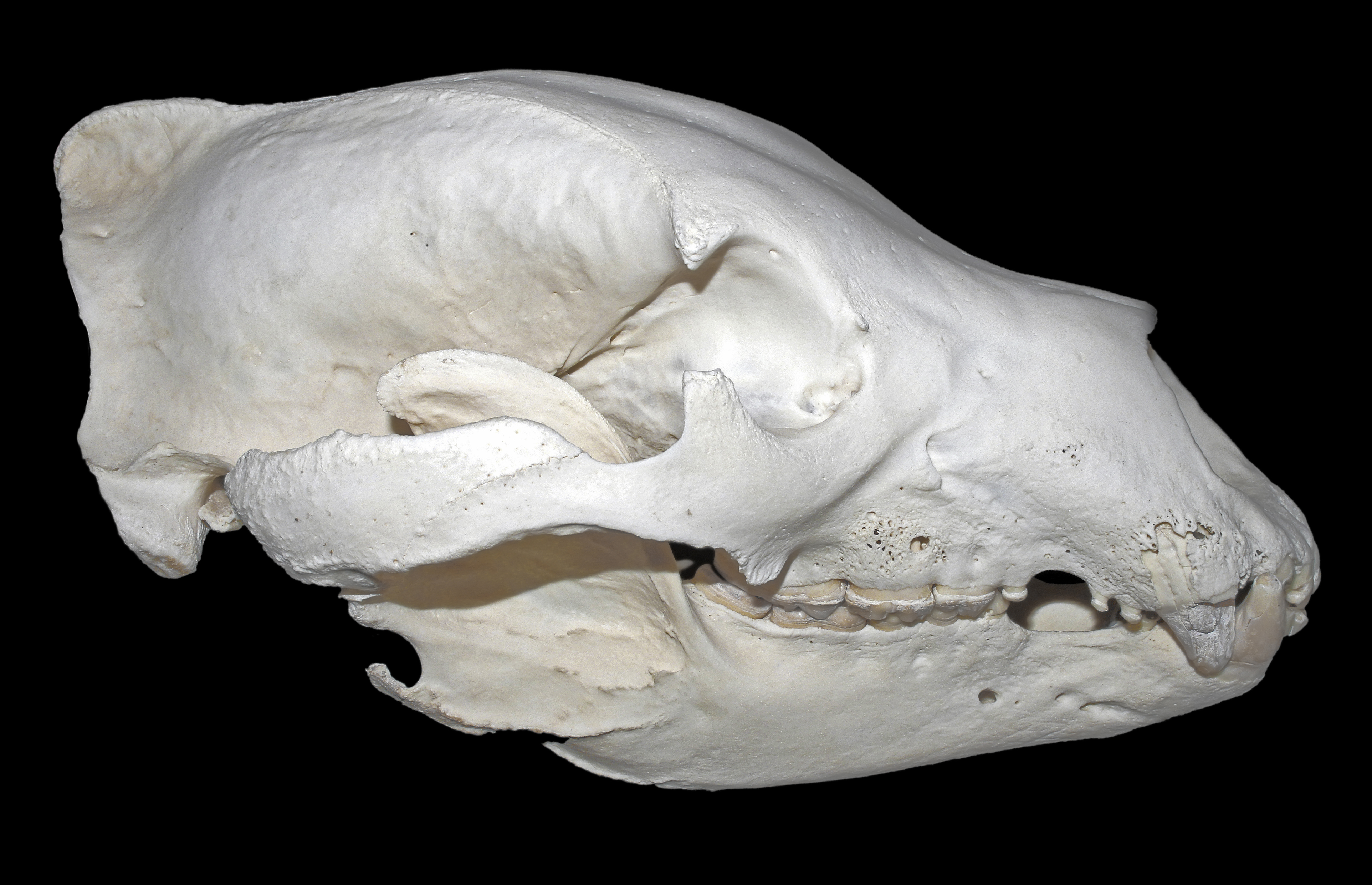
Braunbärschädel

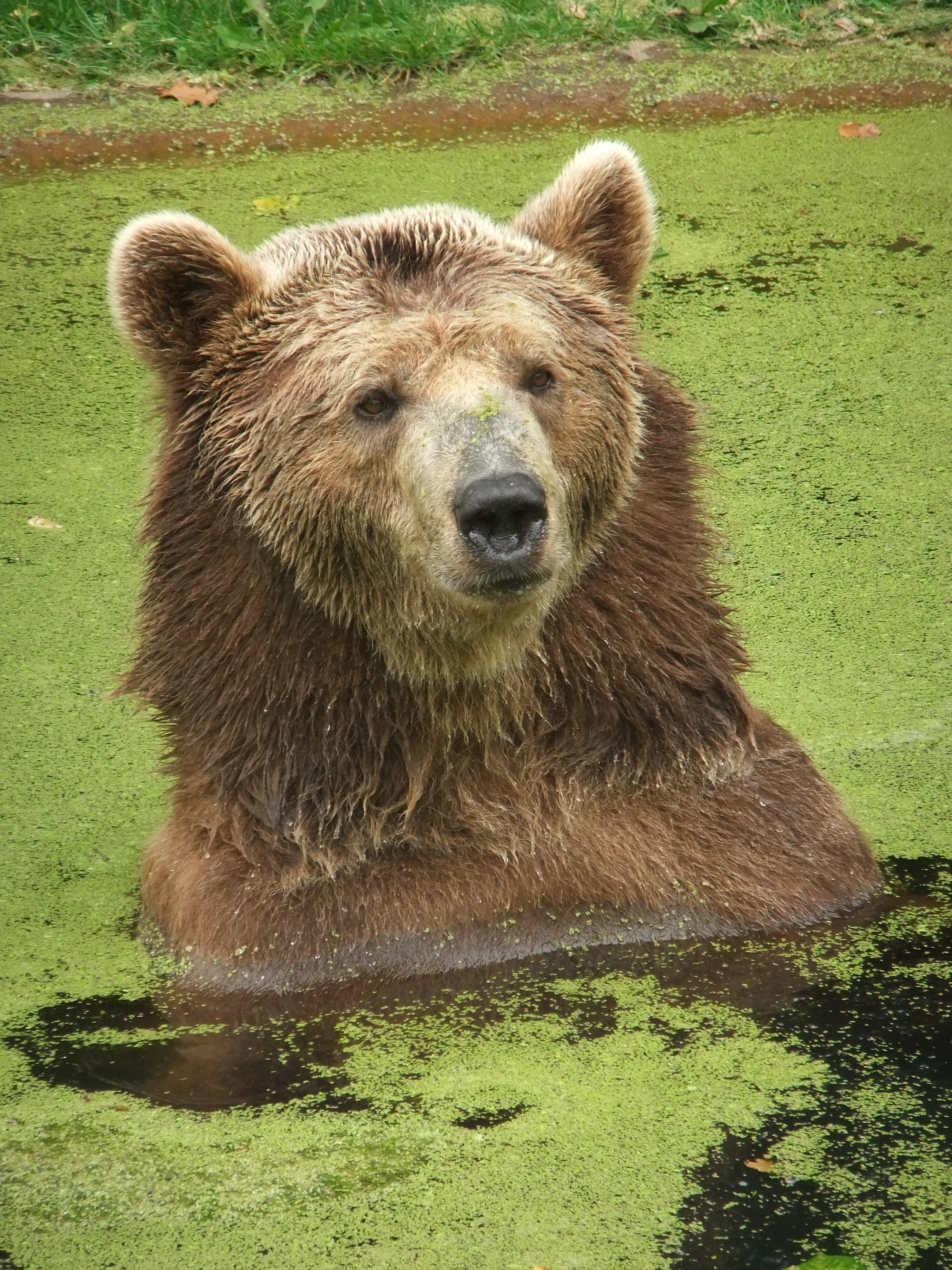
Europäischer Braunbär beim Baden

Der Europäische Braunbär oder Eurasische Braunbär (Ursus arctos arctos) ist eine Unterart des Braunbären (Ursus arctos) aus der Familie der Bären (Ursidae). Er ist die Nominatform der Art.

## Taxonomie und Merkmale

### Grundlagen
Die Unterteilung der Art Ursus arctos, des Braunbären, in Unterarten ist ein schwieriges Problem, über das wissenschaftlich keine Einigkeit besteht. Insgesamt wurden für die Art (im modernen Sinne) 232 Unterarten oder sogar eigene Arten beschrieben, dazu kommen noch 39 Namen für ausgestorbene Unterarten. Traditionell wurden die Unterarten morphologisch abgegrenzt, verwendete Merkmale waren Körpergröße, Fell- und Krallenfarbe und verschiedene Maße des Knochenbaus, fast exklusiv des Schädels. Diese Bearbeitungen sind aufgrund des bei dieser Art notwendigerweise beschränkten Sammlungsmaterials in Zoologischen Museen und der hohen individuellen Modifikation innerhalb der Art problematisch. Unsicher ist dabei insbesondere, welche, und wie viele, Unterarten im nördlichen Asien vorkommen, wovon in kritischer Weise die Ostgrenze der Verbreitung des Europäischen Braunbären abhängt.
In jüngerer Zeit sind diese Analysen durch zahlreiche genetische Untersuchungen ergänzt worden. Bei diesen ist problematisch, dass der Braunbär eine junge Art ist, die sich erst vor wenigen Zehn- bis Hunderttausend Jahren von ihrer Schwesterart, dem Eisbären, getrennt hat, und dass die modernen Populationen ihr heutiges Areal erst aus mehreren Refugien nach dem Eiszeitalter neu besiedelt haben. Daher sind die genetischen Unterschiede recht gering. Analysiert wird einerseits die Mitochondriale DNA, das eigenständige Erbmaterial der Mitochondrien. Erstere wird bei Säugetieren wegen des Fehlens letzterer in Spermien nur im mütterlichen Erbgang vererbt. Andererseits werden sogenannte Mikrosatelliten untersucht, das sind kurze (nicht kodierende), im Genom wiederholte Sequenzabschnitte, die auch der Technik des genetischen Fingerabdrucks beim Menschen zugrunde liegen.
Problematisch ist nun, dass die morphologischen und die genetischen Ergebnisse keinerlei Übereinstimmung zeigen. So gehören die Braunbären Europas zwei getrennten genetischen Linien an. Die östliche dieser Linien ist dann von Südeuropa über fast ganz Asien bis nach Alaska und Kanada in Nordamerika verbreitet. Aufgrund dieser Ergebnisse verzichten viele Wissenschaftler außerhalb Nordamerikas inzwischen ganz auf die Unterscheidung der Unterarten. Dies wird aber von vielen Praktikern, insbesondere Artenschützern, problematisch gesehen, da zahlreiche kleine, möglicherweise morphologisch unterscheidbare Lokalpopulationen, die vom Aussterben bedroht sind, dadurch keinen wissenschaftlichen Namen mehr hätten.

### Morphologische Unterart
Auch über die Anzahl und Abgrenzung der Unterarten Eurasiens nach morphologischen Merkmalen gibt es keine Einigkeit. Die folgende Darstellung beruht im Wesentlichen auf der Bearbeitung durch Heptner et al. für die frühere Sowjetunion.
Ursus arctos arctos ist dieser Auffassung zufolge ein Braunbär mittlerer Größe. Er erreicht ein Maximalgewicht von 320 bis 350 Kilogramm. Die Fellfarbe ist im Allgemeinen eher dunkel, sie variiert von dunklem Schwarzbraun mit rostgrauen Reflexen, vor allem im Westen der Verbreitung, zu Hellbraun-Strohfarben mit dunkler rotbraunem Unterfell, überwiegend in den östlichen Abschnitten. Beide Felltypen gehen in der dazwischen liegenden Region lückenlos ineinander über. Die Beinfarbe ist immer dunkler als die des Rumpfs, bei hellen Tieren ist auch die Schnauze dunkler. Eine schmale und unvollständige Halsringzeichnung kann vorhanden sein.
Die Unterart wäre verbreitet in ganz Europa, dem europäischen Russland, dem Ural und Westsibirien, östlich, ohne klare Grenze, etwa bis zum Jenissei und Altai. Nordgrenze der Verbreitung ist die nördliche Grenze der Taiga zur Tundra. Nach Osten, in Ostsibirien würde anschließen die Unterart Ursus arctos yeniseensis Ognev, 1924, eine Übergangsform zu den ostasiatischen Unterarten, die aber von den meisten anderen Taxonomen nicht als eigenständig anerkannt wird. In den meisten neueren Arbeiten wird sie der Nominatform, d. h. dem Eurasischen Braunbären, zugeschlagen. Sie umfasst ungefähr 38.000 Individuen. Östlich benachbart wäre dann der Kamtschatka-Braunbär Ursus arctos piscator Pucheran, 1855 (Synonym beringianus), eine deutlich größere Unterart, die die Küstenregionen und die meisten vorgelagerten Inseln entlang der Beringstraße bewohnt (etwa 9.000 Individuen), und, südlich an diesen anschließend, der Ussuri-Braunbär Ursus arctos lasiotus Gray, 1867, der die Region am Ussuri, Sachalin und die Kurilen besiedeln würde. Teilweise wird die Population am Ussuri noch als eigene Unterart abgetrennt.
Seit historischer Zeit waren die Braunbären des Kaukasus und der zentralasiatischen Gebirge durch eine Verbreitungslücke von der Verbreitung des Eurasischen Braunbären getrennt, diese geht aber vermutlich auf menschlichen Einfluss zurück. Dadurch besitzen die dort verbreiteten Populationen keinen Kontakt mehr zum Eurasischen Braunbären. Heptner et al. verorten hier den Kaukasus-Braunbären Ursus arctos meridionalis Middendorff, 1851 im Kaukasus, eine sehr umstrittene Unterart, da andere Forscher hier bis zu vier Unterarten differenzieren wollen, andere aber alle Tiere, wie auch die der weiter östlichen Regionen, dem Syrischen Braunbären Ursus arctos syriacus Hemprich et Ehrenberg, 1828, zuschlagen. Östlich davon wäre das Verbreitungsgebiet des Isabellbären (auch Tien-Shan-Braunbär oder Himalaya-Braunbär genannt), Ursus arctos isabellinus Horsfield, 1826.

## Genetisch abgrenzbare Populationen
Der Braunbär ist eine phylogenomisch sehr gut untersuchte Art. Dies liegt vor allem daran, dass Artenschützer, die Projekte zur Wiederansiedlung oder zur Stützung kleiner Lokalpopulationen planten, wissen wollten, ob sie nicht versehentlich die falschen Braunbären in ihrem Gebiet aussetzen. Vorteil der genetischen Methoden gegenüber den morphologischen ist, dass auch Proben aus Haaren, Fäzes oder ausgegrabene, subfossile Überreste analysiert werden können. Dadurch ist die Datenbasis der Bearbeitungen breiter.

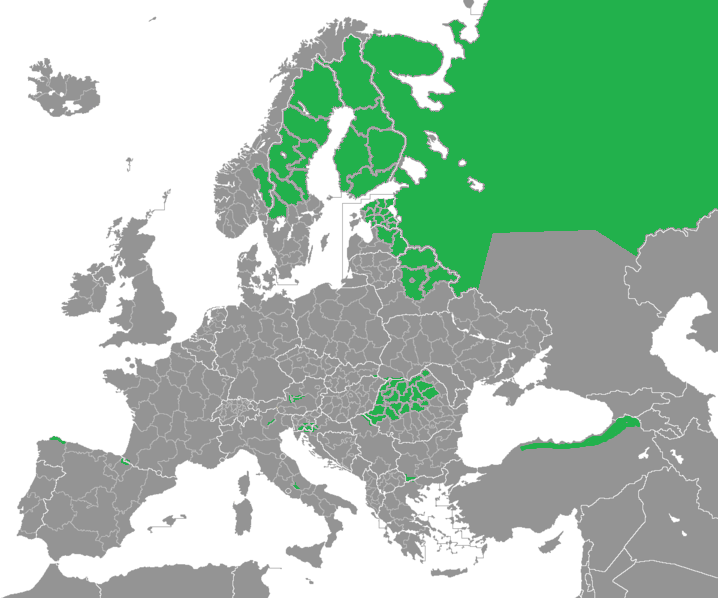
Ursus arctos arctos: abgeschätztes Verbreitungsgebiet in Europa

Als Ergebnis der Untersuchungen zeigte sich, dass die europäischen Braunbären zwei stark getrennten genetischen Linien angehören. Eine davon („Klade I“) umfasst die Bären Westeuropas, darunter diejenigen Spaniens und der Pyrenäen, Italiens, des nordwestlichen Balkans und Teilen Rumäniens und des westlichen Skandinavien (außerdem subfossile Reste von Bären Nordafrikas und der Levante). Die andere („Klade IIIa“) umfasst die Bären Osteuropas, des Balkan, Nordskandinaviens, der größten Teile des Nahen Ostens, fast des gesamten nördlichen Asiens und des nordwestlichsten Nordamerikas (vor allem West-Alaska). Die Bären der Klade IIIa sind näher verwandt mit den Bären Nordkanadas und des östlichen Alaska (Klade IIIb) als mit denjenigen Westeuropas. Diese Resultate beruhen vor allem auf der Analyse der mtDNA, d. h. der weiblichen, mütterlichen Erblinie. Werden auch (in beiden Geschlechtern vererbte) Kerngene in die Analyse mit einbezogen, zeigt sich, dass es zwischen den verschiedenen Populationen durchaus zu Genfluss kommt, der aber vor allem auf der väterlichen Linie aufbaut. Dies liegt wohl daran, dass die Braunbären-Männchen erheblich vagiler als die Weibchen sind und größere Strecken zurücklegen. In jedem Falle sind aber die konventionellen Unterarten nach den genetischen Daten nicht reproduzierbar. Die westliche und die östliche Linie sind aber nur in zwei Regionen im Kontakt miteinander. Während sie in Rumänien tatsächlich sympatrisch vorkommen, sind in Skandinavien beide Populationen in ihrer Verbreitung mindestens 130 Kilometer voneinander getrennt.
Nach Abschätzungen nach der Methode der molekularen Uhr haben sich die Bären der Klade I und IIIa schon vor etwa 850.000 Jahren getrennt. Die westliche Linie ist in zwei Gruppen getrennt, eine in Spanien, Frankreich und dem Süden Skandinaviens, eine in Italien, auf dem Westbalkan und in Rumänien. Dies wird mit der Wiederbesiedlung aus zwei eiszeitlichen Refugien (Iberische und Italienische Halbinsel) in Verbindung gebracht. Für die östliche Linie wird über ein Refugium auf der Balkanhalbinsel spekuliert, aber auch ein Refugium viel weiter östlich, in Nordostasien, erscheint möglich. Die westliche Linie umfasst nur noch ca. 2.500 bis 3.000 lebende Tiere, während der Bestand der östlichen Linie immer noch in die Hunderttausende geht.

## Europäische Braunbären-Populationen
Der ehemals kontinuierlich über nahezu ganz Europa verbreitete Braunbär ist heute auf einige voneinander durch große unbesiedelte Bereiche getrennte Populationen aufgespalten, die in der Regel keinen Individuenaustausch, und damit keinen genetischen Kontakt zueinander, ermöglichen. Die folgenden Populationsschätzungen basieren im Wesentlichen auf den Daten der IUCN/SSC Bear Specialist Group (Rauer et al. 1999)

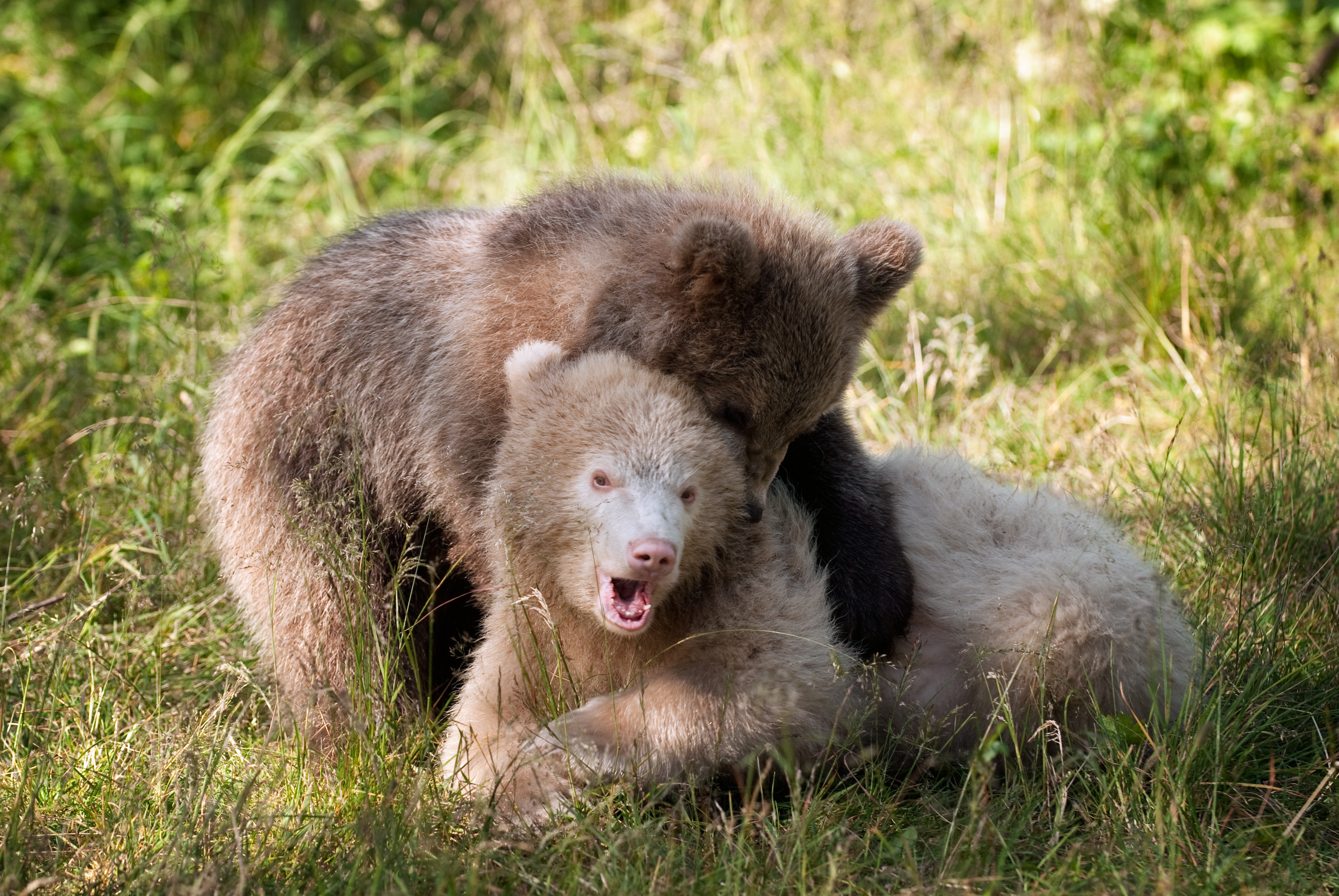
Braunbärjunge im Polar Zoo der Gemeinde Bardu im Fylke Troms in Nordnorwegen

- Kantabrisches Gebirge, Nordspanien: bis zu 140, z. T. als eigene Unterart Kantabrischer Braunbär (Ursus arctos pyrenaicus) benannt.
- Pyrenäen: ca. 10
- Südskandinavien: ca. 150 bis 200
- Abruzzen, Mittelitalien: etwa 70 bis 100, z. T. als eigene Unterart Marsischer Braunbär (Ursus arctos marsicanus) benannt.
- Norditalien/Österreich (Alpen): etwa 15 bis 30
- Westbalkan: etwa 550 bis 800
- Karpaten: etwa 6600 in Rumänien, mit Randvorkommen bis Polen: ca. 70
- Gebirge Bulgariens: ca. 500 und Nordgriechenlands: gut 100
- europäisches Russland westlich des Ural: etwa 26.000 bis 27.000, mit Randvorkommen in Skandinavien (Finnland ca. 430 bis 600)

Seither hat die Anzahl der Braunbären in einigen Regionen Europas wieder deutlich zugenommen. So wird die Anzahl der Bären heute allein im Westbalkanstaat Slowenien auf bis zu 1.500 Tiere geschätzt.

## Schutzmaßnahmen

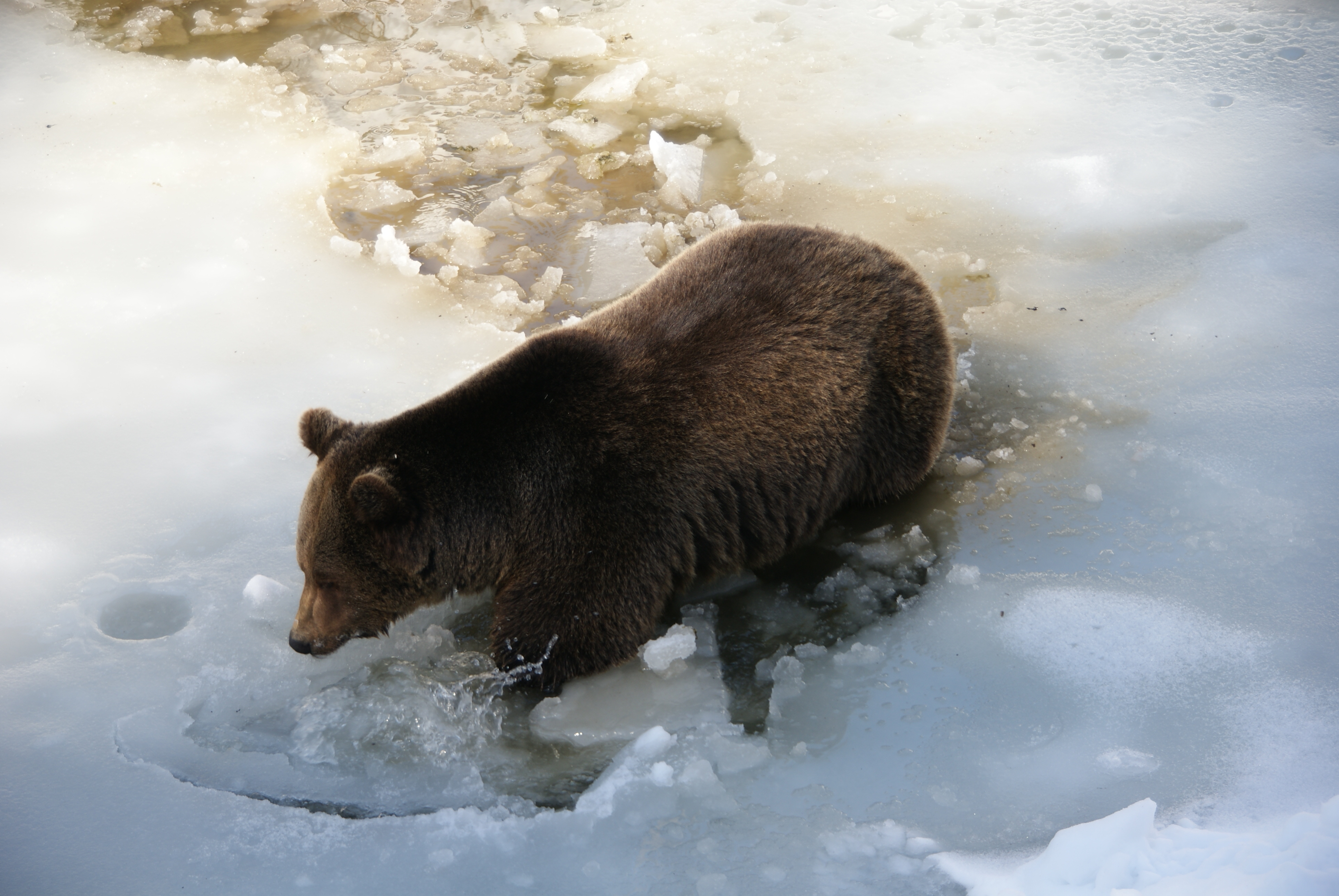
Braunbär in einem Freigehege im Nationalpark Bayerischer Wald

Die kleinen Populationen stehen in vielen Ländern unter unterschiedlich starkem gesetzlichen Schutz. International werden die Populationen Asiens im Anhang I (totales Handelsverbot), die übrigen in Anhang II (eingeschränkter Handel) geführt. In einigen Ländern genießt diese Art eine ganzjährige oder mehrmonatige Schonzeit. Des Weiteren werden mehrstufige Managementpläne zum Schutz der Bären und der Nutztiere durchgeführt. In anderen Ländern besteht für diese Unterart kein oder nur geringer gesetzlicher Schutz. In der europäischen Artenschutzverordnung ist er je nach Population im Anhang I (totales Handelsverbot) und Anhang II (eingeschränkter Handel) geführt. Im östlichen Verbreitungsgebiet (Russland) ist eine eingeschränkte Jagd erlaubt.
Des Weiteren wird diese Unterart in vielen zoologischen Anlagen in ganz Europa gehalten. Während es sich bei vielen Tieren um Unterart-Hybriden handelt, werden ansonsten hauptsächlich Europäische Braunbären (Ursus arctos arctos) gehalten. Auch Syrische Braunbären (Ursus arctos syriacus) und Kamtschatkabären (Ursus arctos beringianus) sind in einigen zoologischen Einrichtungen vertreten.
Daneben gibt es mehrere Bärenschutz-Einrichtungen, die sich eine artgerechte Haltung ehemaliger Tanz-, Zirkus- und Zoo-Bären zur Aufgabe gemacht haben.
Aus Artenschutzgründen wurden wenige Bären im französischen Zentralmassiv (wo sie 1990 ausgestorben waren, Herkunft: Pyrenäen) und in den italienischen und den österreichischen Alpen ausgesetzt (Herkunft: Slowenien). Einige ausgesetzte Bären fielen dabei der Wilderei lokaler Jäger zum Opfer.